# GiraGiroGiraGi
GiraGiroGiraGi è un singolo del gruppo musicale italiano Extraliscio, pubblicato il 10 luglio 2020.

## Descrizione
La canzone ha visto la partecipazione vocale di Antonio Rezza ed è stata realizzata come sigla ufficiale del Giro d'Italia 2020.

## Video musicale
Il video, diretto da Michele Bernardi e Davide Toffolo, è stato pubblicato in concomitanza con il lancio del singolo in anteprima sul sito del Corriere della Sera.

## Tracce
Testi di Pacifico, Mirco Mariani e Elisabetta Sgarbi, musiche di Mirco Mariani e Elisabetta Sgarbi.
1. GiraGiroGiraGi – 3:31